# 6-os trolibusz (Szeged)
A szegedi 6-os jelzésű trolibusz a Vértói út és Újszeged, Gyermekkórház között közlekedik. A viszonylatot a Szegedi Közlekedési Társaság üzemelteti.

## Története
A 6-os trolibusz 1982. november 5-én indult a Vértói út és a Szent István tér között. A 2,6 km hosszú viszonylatot 1996. január 2-án megszüntették.
2022. június 16-án a trolibuszhálózat részleges átalakításával új járat indult a 7-es és a 9-es útvonalának összevonásával 6-os jelzéssel Újszeged, Gyermekkórház és a Vértói út között, az 5-ös trolibusszal összehangolt menetrend szerint. A módosítás következtében a 9-es végállomását a Bakay Nándor utcához helyezték át, a 7-es és 7A viszonylatokat megszüntették.

## Útvonala
| Újszeged, Gyermekkórház felé | Vértói út felé |
| --- | --- |
| Vértói út vá. – Vértói út – Rókusi körút – Csongrádi sugárút – Berlini körút – Párizsi körút – Mars tér – Attila utca – Nagy Jenő utca – Széchenyi tér – Híd utca – Belvárosi híd – Torontál tér – Vedres utca – Csandái utca – Újszeged, Gyermekkórház vá. | Újszeged, Gyermekkórház vá. – Csanádi utca – Vedres utca – Torontál tér – Belvárosi híd – Híd utca – Széchenyi tér – Károlyi utca – Mikszáth Kálmán utca – Mars tér – Párizsi körút – Berlini körút – Csongrádi sugárút – Rókusi körút – Vértói út – Vértói út vá. |

## Megállóhelyei
Az átszállási kapcsolatok között a Vértó és Újszeged, Gyermekkórház megállóhelyek között azonos útvonalon közlekedő 5-ös trolibusz nincs feltüntetve.
| 0  | Vértói út végállomás                              | 13 | 78, 78A |
| 1  | Vértó                                             | ∫  | 2 78, 90, 90F, 90H |
| 2  | Makkosházi körút                                  | 11 | 8, 19 84, 90, 90F, 90H                                                                                                   |
| 3  | Sárosi utca                                       | 10 | 8, 19 |
| 4  | Rózsa utca (↓) Rózsa utca (Csongrádi sugárút) (↑) | 9  | 8, 19 21 |
| 5  | Tündér utca (↓) Gém utca (↑)                      | 8  | 8, 19 21 |
| 6  | Berlini körút                                     | ∫  | 10, 19 21, 73, 73Y, 74, 74Y, 77, 77A, 77Y                                                                                |
| 7  | Hétvezér utca                                     | 7  | 19 21, 73, 73Y, 74, 74Y, 77, 77A, 77Y                                                                                    |
| 8  | Mars tér (autóbusz-állomás)                       | 6  | 9, 19 7F, 21, 60, 60Y, 64, 67, 67Y, 70, 71, 71A, 72, 72A, 73, 73Y, 74, 74A, 74Y, 75, 76, 76Y, 77, 77A, 77Y, 78, 78A, 79H |
| 9  | Bartók tér                                        | ∫  | 9, 19 60, 60Y, 67, 67Y, 70, 71, 71A, 72, 72A, 74, 74A, 74Y, 76, 76Y                                                      |
| ∫  | Tisza Lajos körút (Mikszáth Kálmán utca)          | 4  | 3, 3F, 4 8, 9, 10, 19 20, 24, 60, 60Y, 67, 67Y, 70, 71, 71A, 72, 72A, 74, 74A, 74Y, 76, 76Y                              |
| 11 | Széchenyi tér                                     | 3  | 1, 2 9, 19 32, 60, 60Y, 67, 67Y, 70, 71, 71A, 72, 72A                                                                    |
| 12 | Torontál tér (P+R)                                | 2  | 60, 60Y, 67, 67Y, 70, 72, 72A                                                                                            |
| 13 | Csanádi utca                                      | 1  | 84, 90 |
| 14 | Újszeged, Gyermekkórház végállomás                | 0  | Újszeged |